# تربرگ
تربرگ (به هلندی: Terbregge) یک منطقهٔ مسکونی در هلند است که در Rotterdam واقع شده‌است.